# Lucifuga lucayana
Lucifuga lucayana är en fiskart som beskrevs av Møller, Schwarzhans, Iliffe och Nielsen 2006. Lucifuga lucayana ingår i släktet Lucifuga och familjen Bythitidae. Inga underarter finns listade i Catalogue of Life.